# Sivac
Sivac (cyr. Сивац) – wieś w Serbii, w Wojwodinie, w okręgu zachodniobackim, w gminie Kula. W 2011 roku liczyła 7895 mieszkańców.